# Мерфисборо (Илиноис)
Мерфисборо (енгл. Murphysboro) град је у америчкој савезној држави Илиноис. По попису становништва из 2010. у њему је живело 7.970 становника.

## Демографија
Према попису становништва из 2010. у граду је живело 7.970 становника, што је 5.325 (40,1%) становника мање него 2000. године.
| Група             | 2000.          | 2010.         |
| Белци             | 10.444 (78,6%) | 6.247 (78,4%) |
| Афроамериканци    | 2.101 (15,8%)  | 1.216 (15,3%) |
| Азијати           | 137 (1,0%)     | 43 (0,5%)     |
| Хиспаноамериканци | 361 (2,7%)     | 236 (3,0%)    |
| Укупно            | 13.295         | 7.970         |